# Bộ gõ tiếng Nhật

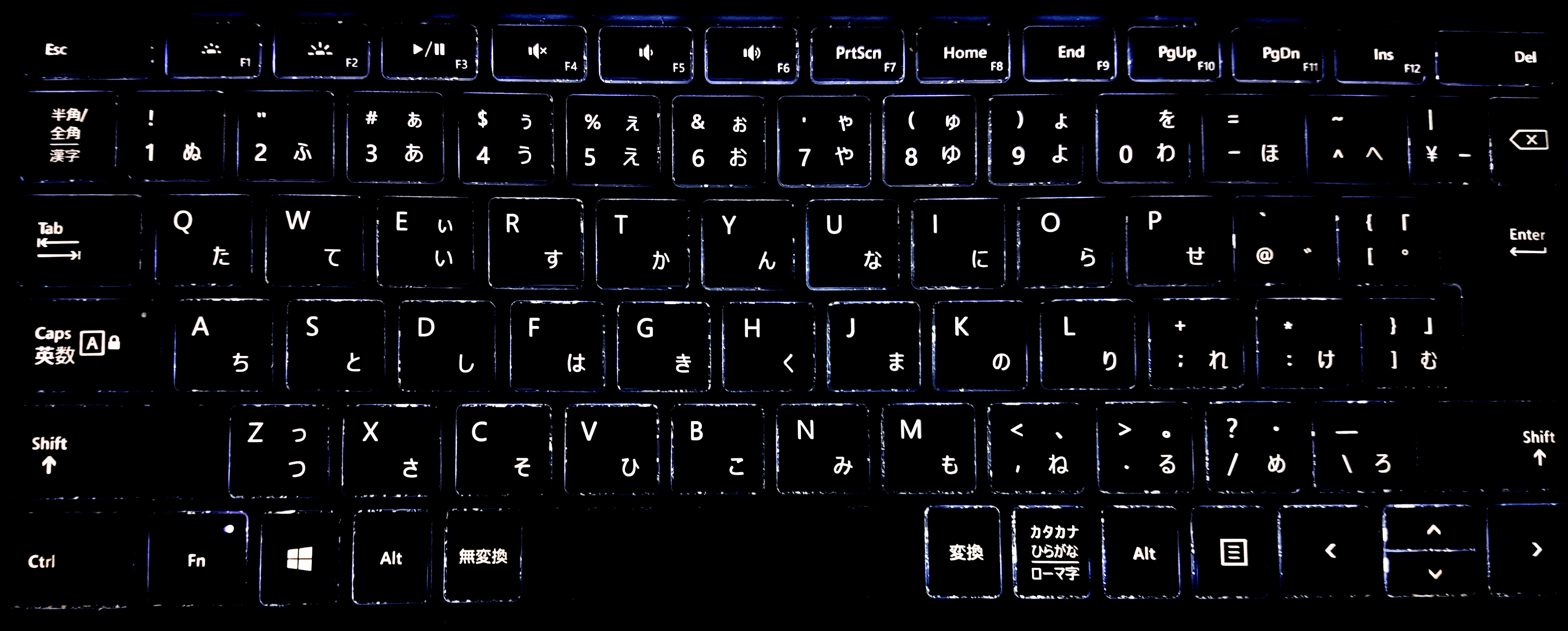
Surface Type Cover phát sáng trong bóng tối vào ban đêm, hiển thị bố cục bàn phím JIS tiêu chuẩn được sử dụng bởi hầu hết các bàn phím bán tại Indonesia và Nhật Bản.

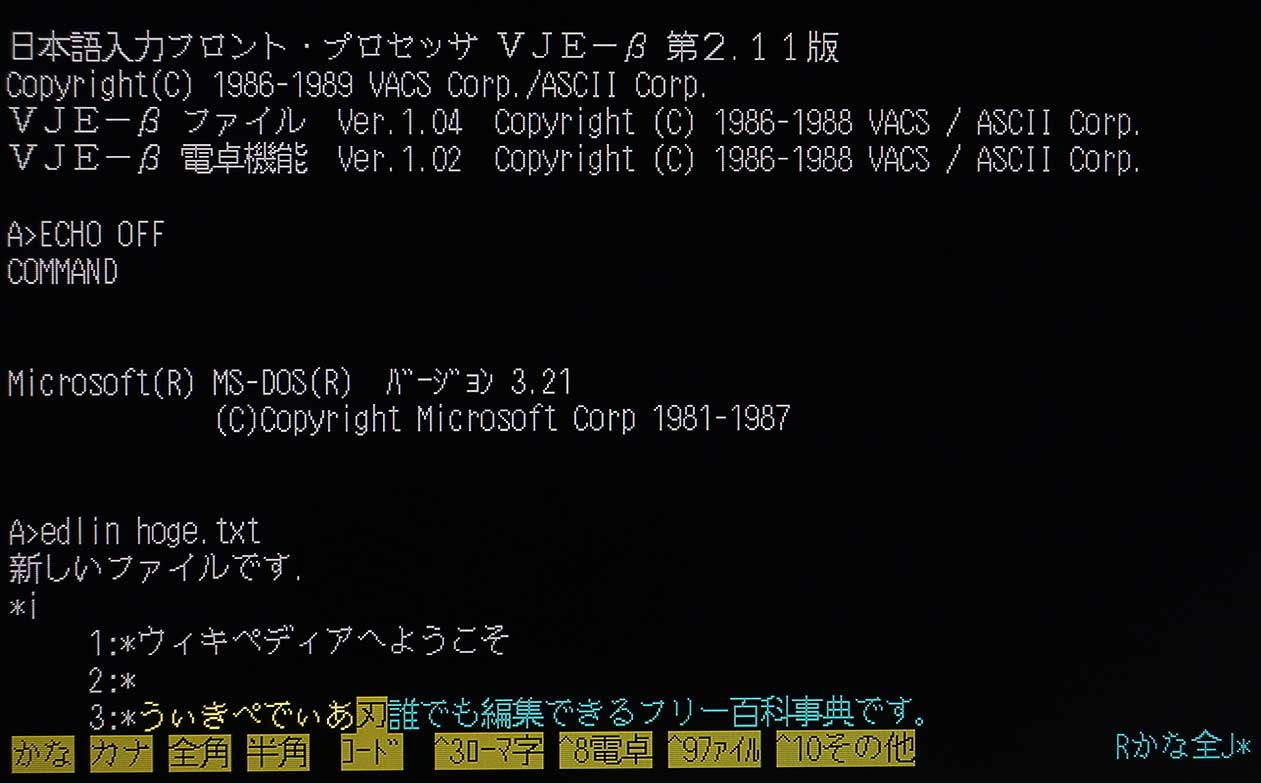
Bộ gõ tiếng Nhật VJE cho DOS

Bộ gõ tiếng Nhật được sử dụng để gõ ký tự tiếng Nhật trên máy tính.
Có hai phương pháp chính để gõ tiếng Nhật trên máy tính. Một là thông qua một phiên bản Latinh hóa của tiếng Nhật được gọi là rōmaji (nghĩa đen là "chữ Latinh"), và một là thông qua các phím trên bàn phím tương ứng với kana trong tiếng Nhật. Một số hệ thống cũng có thể hoạt động thông qua giao diện người dùng đồ họa, tức GUI, nơi các ký tự được chọn bằng cách nhấp vào các nút hoặc bản đồ hình ảnh.

## Bàn phím tiếng Nhật

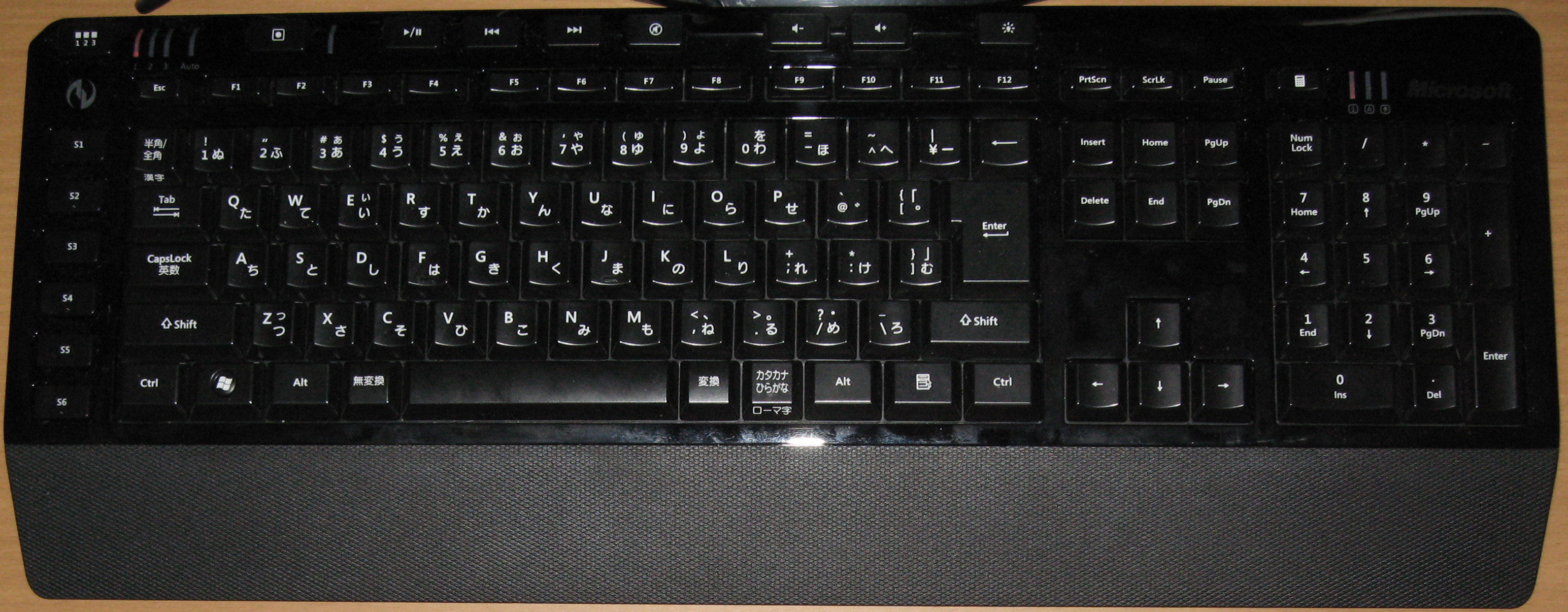
Bàn phím chơi game của Microsoft dành cho thị trường Nhật Bản

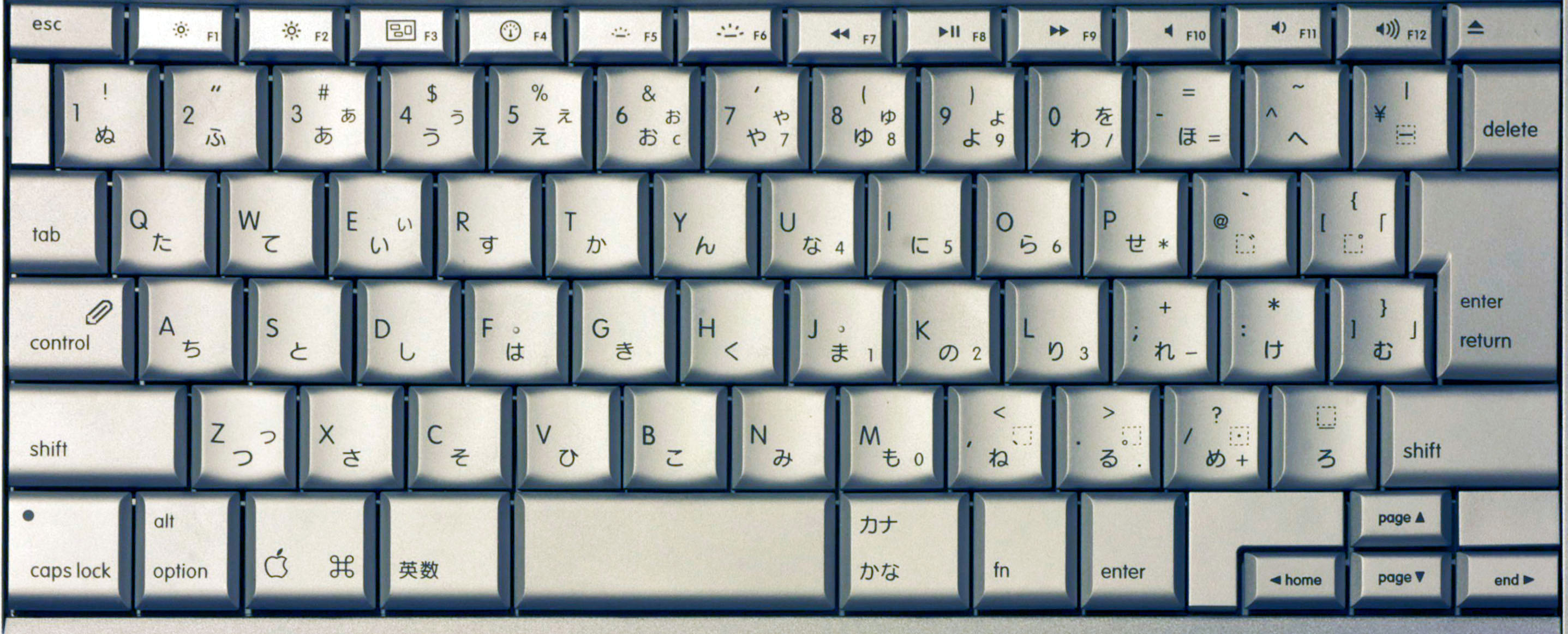
Bàn phím tiếng Nhật của Apple MacBook Pro

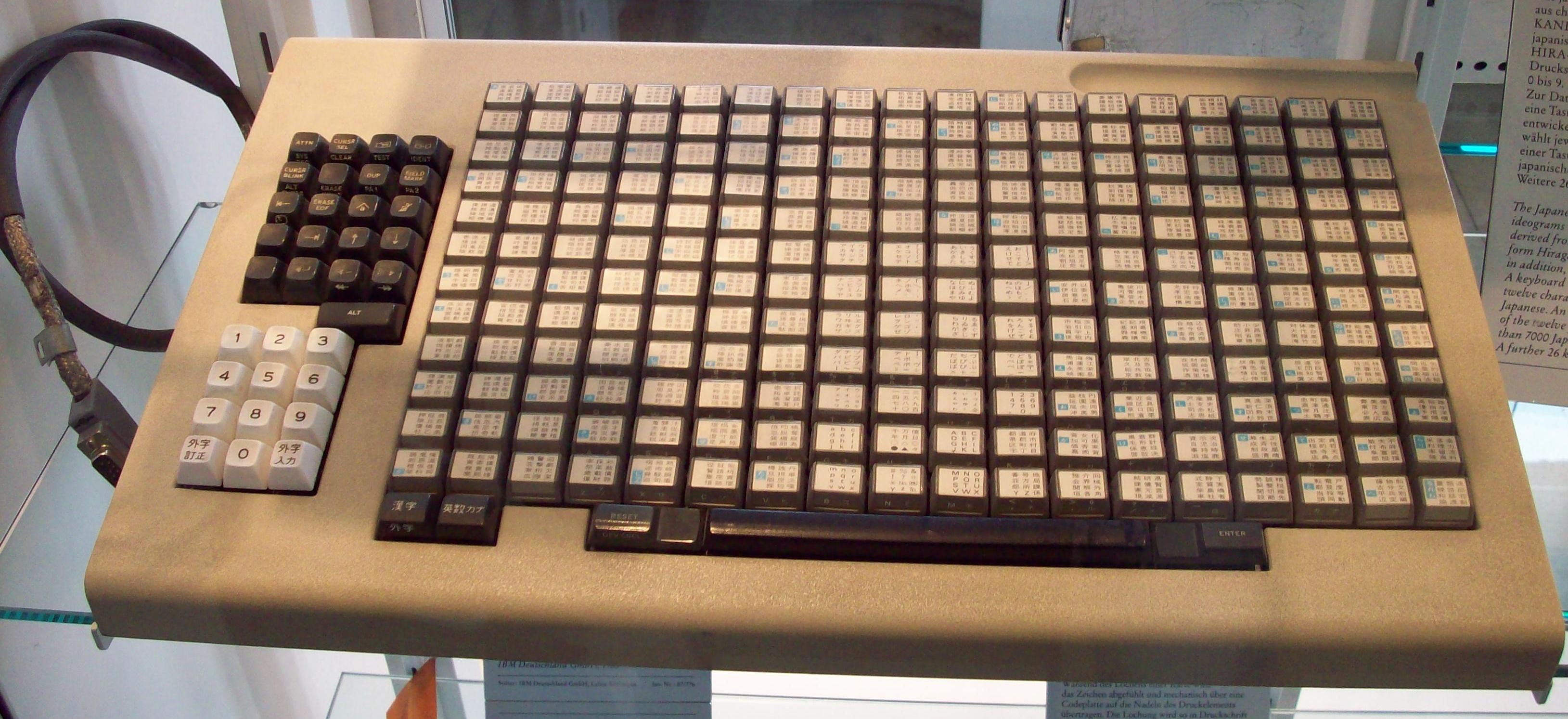
Bàn phím kanji cũ trước khi chuyển đổi kana sang kanji được phát minh

Bàn phím tiếng Nhật (như trong hình thứ hai) có cả chữ cái hiragana và chữ Latinh. Bố cục bàn phím JIS, tức Tiêu chuẩn Công nghiệp Nhật Bản, giữ nguyên các chữ cái Latinh trong bố cục QWERTY trong tiếng Anh, với các số phía trên. Nhiều ký hiệu không phải chữ và số giống như trên bàn phím tiếng Anh, nhưng một số ký hiệu đặt ở những vị trí khác. Các ký hiệu hiragana cũng được sắp xếp theo một cách nhất quán trên các bàn phím khác nhau. Ví dụ, các phím Q, W, E, R, T, Y tương ứng với た, て, い, す, か, ん (ta, te, i, su, ka và n) tương ứng khi máy tính được sử dụng để gõ trực tiếp hiragana.

### Phím nhập
Vì việc gõ tiếng Nhật yêu cầu sự chuyển đổi giữa các chế độ nhập Latinh và hiragana, và cả chuyển đổi giữa hiragana và kanji, thường có một số phím đặc biệt trên bàn phím. Các phím này khác nhau tùy theo máy tính, và một số nhà cung cấp hệ điều hành đã cố gắng cung cấp giao diện người dùng nhất quán bất kể loại bàn phím đang được sử dụng. Trên bàn phím không phải tiếng Nhật, chuỗi phím Option hoặc Control có thể thực hiện tất cả các tác vụ được đề cập bên dưới.
Trên hầu hết các bàn phím tiếng Nhật, một phím sẽ chuyển đổi giữa các ký tự Latinh và các ký tự tiếng Nhật. Đôi khi, mỗi chế độ (ký tự Latinh và ký tự tiếng Nhật) thậm chí có thể có phím riêng, để tránh sự mơ hồ khi người dùng đang nhập nhanh.
Cũng có thể có một phím để hướng dẫn máy tính chuyển đổi các ký tự hiragana mới nhất thành kanji, mặc dù thường thì phím cách phục vụ cùng mục đích vì viết tiếng Nhật không sử dụng dấu cách.
Một số bàn phím có phím chế độ để chuyển đổi giữa các hình thức viết khác nhau. Tất nhiên, điều này sẽ chỉ xảy ra trên bàn phím có nhiều hơn một bộ ký hiệu tiếng Nhật.  Có một số tùy chọn như hiragana, katakana, katakana nửa chiều rộng, ký tự Latinh nửa chiều rộng và ký tự Latinh toàn chiều rộng. Một ký tự tiếng Nhật điển hình có hình vuông, còn các ký tự Latinh thường có chiều rộng thay đổi. Vì tất cả các ký tự tiếng Nhật đều chiếm không gian của một hộp vuông, nên đôi khi người ta muốn gõ các ký tự Latinh trong cùng dạng hình vuông để bảo toàn bố cục lưới của văn bản. Các ký tự Latinh này sẽ được đặt gọn vào một ô ký tự vuông được gọi là toàn chiều rộng, còn các ký tự bình thường được gọi là nửa chiều rộng. Trong một số phông chữ chúng được đặt gọn vào một nửa hình vuông, ví dụ như một số phông chữ đơn cách, trong khi ở những phông chữ khác thì không. Thông thường, phông chữ có sẵn cả hai biến thể, một với các ký tự nửa chiều rộng đơn cách và một kiểu khác với các ký tự nửa chiều rộng theo tỷ lệ. Tên của kiểu chữ với các ký tự nửa chiều rộng theo tỷ lệ thường có tiền tố "P", tức là "proportional" (theo tỷ lệ).
Cuối cùng, bàn phím có thể có một phím đặc biệt để hệ điều hành biết rằng chữ kana cuối cùng được nhập sẽ không được chuyển đổi thành chữ kanji. Đôi khi đó chỉ là phím Return/Enter.

### Bàn phím chuyển đổi ngón cái
Bàn phím chuyển đổi ngón cái là một thiết kế thay thế, phổ biến đối với những người đánh máy tiếng Nhật chuyên nghiệp. Giống như bàn phím tiếng Nhật tiêu chuẩn, nó có cả các ký tự hiragana kèm theo các chữ cái Latinh, nhưng cách bố trí hoàn toàn khác. Hầu hết các phím chữ cái đều có hai ký tự kana được liên kết với chúng, điều này cho phép tất cả các ký tự nằm gọn trong ba hàng, giống như trong bố cục phương Tây. Ở vị trí của phím cách trên bàn phím thông thường, có hai phím bổ trợ bổ sung, điều khiển bằng ngón cái - một trong số đó được sử dụng để nhập ký tự thay thế kèm theo, và phím còn lại được sử dụng để nhập âm kêu. Âm nửa kêu được nhập bằng cách sử dụng phím Shift thông thường được điều khiển bằng ngón út, hoặc dùng phím âm kêu cho các ký tự không có biến thể âm khác.
Việc chuyển đổi từ kana sang kanji được thực hiện tương tự như khi sử dụng bất kỳ loại bàn phím nào khác. Có các phím chuyển đổi chuyên dụng trên một số thiết kế, trong khi trên một số thiết kế khác, thì sẽ ấn hai lần phím chuyển đổi ngón cái.

## Kiểu nhậpRōmaji
Để thay thế cho việc nhập trực tiếp kana, một số trình biên tập bộ gõ tiếng Nhật cho phép nhập văn bản tiếng Nhật bằng rōmaji, sau đó có thể chuyển đổi sang kana hoặc kanji. Phương pháp này không yêu cầu sử dụng bàn phím tiếng Nhật có kana. Hệ thông gõ chữ romaji có một vận đề là hai bộ chữ じ và ぢ cùng phát âm 'ji' còn ず và づ có cùng phát âm 'zu'. Cho nên phải gõ ぢ bằng 'di' và gõ づ bằng 'du'.

## Điện thoại di động

### Kiểu nhập Keitai
Hệ thống chính được sử dụng để gõ tiếng Nhật trên điện thoại di động dựa trên bàn phím số. Mỗi số được liên kết với một chuỗi kana cụ thể, chẳng hạn ka, ki, ku, ke, ko với '2' và nút sẽ được ấn liên tục để lấy kana đúng - mỗi phím tương ứng với một cột trong gojūon (lưới kana 5 hàng x 10 cột), trong khi số lần ấn xác định hàng. Các dấu dakuten và handakuten, dấu câu và các ký hiệu khác có thể được thêm bằng các nút khác theo cách tương tự. Việc chuyển đổi kana sang kanji được thực hiện thông qua phím mũi tên và các phím khác.

### Kiểu nhập vuốt
Kiểu nhập vuốt là một phương thức gõ tiếng Nhật được sử dụng trên điện thoại thông minh. Cách bố trí phím giống như kiểu nhập Keitai, nhưng thay vì ấn phím liên tục, người dùng có thể vuốt phím theo một hướng nhất định để tạo ra ký tự mong muốn. Các IME tiếng Nhật trên điện thoại thông minh như Google Japanese Input, POBox và S-Shoin đều hỗ trợ nhập kiểu vuốt. 

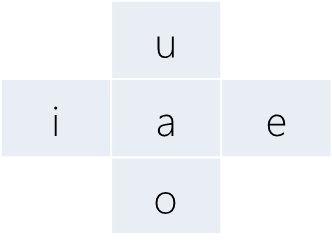
Nhập kiểu vuốt

#### Bố cục Godan
Ngoài bố cục bàn phím QWERTY và 12 phím theo tiêu chuẩn công nghiệp, Google Japanese Input còn cung cấp bố cục bàn phím Godan 15 phím, đây là bố cục bảng chữ cái được tối ưu hóa cho kiểu nhập romaji. Các chữ cái nằm gọn trong một lưới năm hàng x ba cột. Cột bên trái bao gồm năm nguyên âm, theo thứ tự như các cột trong bảng gojūon (a, i, u, e, o), trong khi cột giữa và phải bao gồm các chữ cái cho chín phụ âm vô thanh chính của kana, theo thứ tự như các hàng trong bảng gojūon k, s, t, n, [đặc biệt]; h, m, y, r, w). Các ký tự khác được nhập bằng cử chỉ vuốt:
- Mười hai phụ âm Latinh khác không cần thiết để tạo chữ kana (c, d, f, g, h, j, l, p, q, v, x, z) được viết trên các phụ âm vô thanh bằng cách vuốt lên sang phải, hoặc cả sang trái (vuốt k cho q hoặc g; vuốt s cho j hoặc z; vuốt t cho c hoặc d; vuốt h cho f, b hoặc p; vuốt m cho l; vuốt y cho x; vuốt w cho v).
- Các kana hữu thanh chính được tạo giống như trong romaji, bằng cách gõ (không vuốt) phụ âm vô thanh tại hai cột cuối cùng, sau đó vuốt nguyên âm tại cột đầu tiên.
- Các chữ cái kana hữu thanh khác (với handakuon hoặc dạng nhỏ) được tạo bằng cách gõ phụ âm vô thanh, sau đó vuốt nguyên âm, sau đó vuốt phím [đặc biệt] (ở giữa hàng cuối cùng) để chọn handakuon (vuốt sang trái hoặc phải) hoặc các dạng kana nhỏ (vuốt lên).
- Có thể viết kana nhỏ bằng cách vuốt sang l hoặc x, sau đó viết chữ cái mong muốn, ví dụ như nhập "fa" và "hu/fu, rồi la/xa" đều cho ra ふぁ/ファ fa, như trong ファミコン Famikon.
- Các số thập phân được tạo bằng cách vuốt xuống các phím nằm trên 3 hàng đầu tiên (số 1 đến 9) hoặc giữa hàng thứ tư (số 0).
- Bốn dấu câu chính được tạo bằng cách vuốt r ở cuối hàng thứ tư (vuốt xuống cho dấu phẩy, sang trái cho dấu chấm, lên trên cho dấu hỏi, sang phải cho dấu chấm than).
- Các dấu hiệu hoặc điều khiển kiểu nhập khác có thể được tạo bằng cách gõ hoặc vuốt các vị trí không sử dụng khác của các phím khác. Nhưng phiên bản xúc giác của bố cục thêm các phím trong hai cột bổ sung để dấu cách, Enter, Backspace, di chuyển con trỏ nhập sang trái hoặc phải, chuyển đổi ký tự trước đó sang hiragana và katakana, và chọn các chế độ nhập khác.
- Chỉ viết c sẽ cho ra か ・ く ・ こ khi viết kèm a, u và o tương ứng, và し ・ せ khi viết kèm i và e tương ứng.
- Để viết một sokuon trước ち, có thể nhập là: lt(s)u/xt(s)u, ti/chi. Không thể nhập là tchi.
- [Đặc biệt] bao gồm ゛, ゜ và 小 (dakuten, handakuten, nhỏ).

Không giống như kiểu nhập 12 phím, việc lặp lại một phím trong Godan không được hiểu là một cử chỉ để chuyển qua kana với các nguyên âm khác nhau, mà nó sẽ được hiểu là một chữ cái romaji lặp lại giống như trong chế độ bố cục QWERTY.
| Bố cục  | Máy tính để bàn | Keitai | Điện thoại thông minh | Kiểu nhập xoay vòng | Kiểu nhập vuốt | Kiểu nhập Romaji |
| ------- | --------------- | ------ | --------------------- | ------------------- | -------------- | ---------------- |
| 12 phím | Không           | Có     | Có                    | Có                  | Có             | Không            |
| QWERTY  | Có              | Không  | Có                    | Không               | Không          | Có               |
| Godan   | Không           | Không  | Có                    | Không               | Có             | Có               |

## Khác
Các thiết bị tiêu dùng khác ở Nhật Bản cho phép nhập văn bản thông qua lập trình trên màn hình, chẳng hạn như máy ghi video kỹ thuật số và bảng điều khiển trò chơi điện tử, cho phép người dùng chuyển đổi giữa bàn phím số và hệ thống nhập bàn phím đầy đủ (QWERTY hoặc thứ tự ABC).

## Chuyển đổi kana sang kanji
Sau khi nhập kana, chúng sẽ được giữ nguyên hoặc chuyển thành kanji. Tiếng Nhật có nhiều từ đồng âm, và việc chuyển đổi phát âm kana sang kanji thường là một quá trình một-nhiều. Trình chuyển đổi kana sang kanji cung cấp danh sách các cách viết kanji ứng viên của kana đã nhập, và người dùng có thể sử dụng phím cách hoặc phím mũi tên để cuộn qua danh sách ứng viên cho đến khi cuộn đến cách viết đúng. Khi cuộn đến cách viết đúng, nhấn phím Enter, hoặc đôi khi là phím "henkan", sẽ kết thúc quá trình chuyển đổi. Việc lựa chọn này cũng có thể được kiểm soát thông qua GUI bằng chuột hoặc thiết bị trỏ khác.
Nếu cần chữ hiragana, nhấn phím Enter ngay sau khi nhập các ký tự sẽ kết thúc quá trình chuyển đổi và kết quả là chữ hiragana như đã nhập. Nếu cần chữ katakana, nó thường được hiện dưới dạng một tùy chọn cùng với các lựa chọn kanji. Ngoài ra, trên một số bàn phím, nhấn nút muhenkan (無変換 "no conversion")  sẽ chuyển đổi giữa katakana và hiragana. 

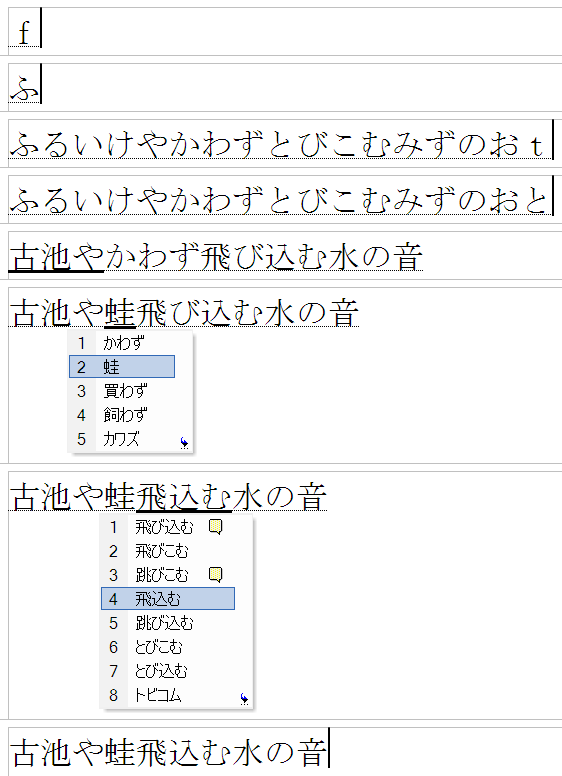
Hoạt động của một IME điển hình

Bộ chuyển đổi kana sang kanji tinh vi (được gọi chung là trình biên tập bộ gõ, tức IME), cho phép chuyển đổi nhiều từ kana sang kanji cùng một lúc, giúp người dùng không phải thực hiện chuyển đổi ở mỗi bước. Người dùng có thể chuyển đổi ở bất kỳ bước nhập nào bằng cách nhấn phím cách hoặc nút henkan và trình chuyển đổi sẽ cố gắng đoán từ chính xác. Một số chương trình IME hiển thị định nghĩa ngắn gọn của từng từ để giúp người dùng chọn chữ kanji đúng.
Đôi khi trình chuyển đổi kana sang kanji có thể đoán đúng chữ kanji cho tất cả các từ, nhưng nếu không, có thể sử dụng các phím con trỏ (mũi tên) để di chuyển qua lại giữa các từ ứng viên hoặc có thể sử dụng các phím số để chọn trực tiếp một trong số đó (không cần nhấn các phím con trỏ nhiều lần và nhấn Enter để xác nhận lựa chọn). Nếu ranh giới từ đã chọn không chính xác, có thể di chuyển ranh giới từ bằng phím Control (hoặc phím Shift, ví dụ trên iBus-Anthy) cộng các phím mũi tên.

### Hệ thống học tập
Các hệ thống hiện đại học sự chuyển đổi ưu tiên của người dùng và đặt các ứng viên được chọn gần nhất ở đầu danh sách chuyển đổi, đồng thời ghi nhớ những từ mà người dùng có khả năng sử dụng khi xem xét ranh giới từ.

#### Hệ thống dự đoán
Các hệ thống được sử dụng trên điện thoại di động còn tiến xa hơn, và cố gắng đoán toàn bộ cụm từ hoặc câu. Sau khi nhập một vài kana, điện thoại sẽ tự động đưa ra toàn bộ các cụm từ hoặc câu có thể hoàn thành. Việc này thường dựa trên các từ được gửi trong các tin nhắn trước đó.